# Nabla in coordinate cilindriche e sferiche
Nel calcolo vettoriale è spesso utile conoscere come esprimere {\displaystyle \nabla } in altri sistemi di coordinate diversi da quello cartesiano.
| Operatore                                                        | Coordinate cartesiane (x,y,z) | Coordinate cilindriche (ρ,φ,z) | Coordinate sferiche (r,θ,φ) |
| ---------------------------------------------------------------- | --- | --- | --- |
| Definizione delle coordinate                                     | | {\displaystyle {\begin{cases}x&=&\rho \cos \phi \\y&=&\rho \sin \phi \\z&=&z\end{cases}}} | {\displaystyle {\begin{cases}x&=&r\sin \theta \cos \phi &0\leqslant \theta \leqslant \pi \\y&=&r\sin \theta \sin \phi &0\leqslant \phi <2\pi \\z&=&r\cos \theta &0\leqslant r<+\infty \\\end{cases}}} |
|                                                                  | | {\displaystyle {\begin{cases}\rho &=&{\sqrt {x^{2}+y^{2}}}\\\phi &=&\arctan(y/x)\\z&=&z\end{cases}}} | {\displaystyle {\begin{cases}r&=&{\sqrt {x^{2}+y^{2}+z^{2}}}\\\theta &=&\arccos(z/r)\\\phi &=&\arctan(y/x)\end{cases}}} |
| Campo vettoriale {\displaystyle \mathbf {A} }                    | {\displaystyle A_{x}\mathbf {\hat {x}} +A_{y}\mathbf {\hat {y}} +A_{z}\mathbf {\hat {z}} } | {\displaystyle A_{\rho }{\boldsymbol {\hat {\rho }}}+A_{\phi }{\boldsymbol {\hat {\phi }}}+A_{z}{\boldsymbol {\hat {z}}}} | {\displaystyle A_{r}{\boldsymbol {\hat {r}}}+A_{\theta }{\boldsymbol {\hat {\theta }}}+A_{\phi }{\boldsymbol {\hat {\phi }}}} |
| Gradiente {\displaystyle \nabla f}                               | {\displaystyle {\partial f \over \partial x}\mathbf {\hat {x}} +{\partial f \over \partial y}\mathbf {\hat {y}} +{\partial f \over \partial z}\mathbf {\hat {z}} } | {\displaystyle {\partial f \over \partial \rho }{\boldsymbol {\hat {\rho }}}+{1 \over \rho }{\partial f \over \partial \phi }{\boldsymbol {\hat {\phi }}}+{\partial f \over \partial z}{\boldsymbol {\hat {z}}}} | {\displaystyle {\partial f \over \partial r}{\boldsymbol {\hat {r}}}+{1 \over r}{\partial f \over \partial \theta }{\boldsymbol {\hat {\theta }}}+{1 \over r\sin \theta }{\partial f \over \partial \phi }{\boldsymbol {\hat {\phi }}}} |
| Divergenza {\displaystyle \nabla \cdot \mathbf {A} }             | {\displaystyle {\partial A_{x} \over \partial x}+{\partial A_{y} \over \partial y}+{\partial A_{z} \over \partial z}} | {\displaystyle {1 \over \rho }{\partial (\rho A_{\rho }) \over \partial \rho }+{1 \over \rho }{\partial A_{\phi } \over \partial \phi }+{\partial A_{z} \over \partial z}} | {\displaystyle {1 \over r^{2}}{\partial (r^{2}A_{r}) \over \partial r}+{1 \over r\sin \theta }{\partial \over \partial \theta }(A_{\theta }\sin \theta )+{1 \over r\sin \theta }{\partial A_{\phi } \over \partial \phi }} |
| Rotore {\displaystyle \nabla \times \mathbf {A} }                | {\displaystyle {\begin{matrix}\displaystyle {\bigg (}{\partial A_{z} \over \partial y}-{\partial A_{y} \over \partial z}{\bigg )}\mathbf {\hat {x}} &+\\\displaystyle {\bigg (}{\partial A_{x} \over \partial z}-{\partial A_{z} \over \partial x}{\bigg )}\mathbf {\hat {y}} &+\\\displaystyle {\bigg (}{\partial A_{y} \over \partial x}-{\partial A_{x} \over \partial y}{\bigg )}\mathbf {\hat {z}} &\ \end{matrix}}} | {\displaystyle {\begin{matrix}\displaystyle {\bigg (}{1 \over \rho }{\partial A_{z} \over \partial \phi }-{\partial A_{\phi } \over \partial z}{\bigg )}{\boldsymbol {\hat {\rho }}}&+\\\displaystyle {\bigg (}{\partial A_{\rho } \over \partial z}-{\partial A_{z} \over \partial \rho }{\bigg )}{\boldsymbol {\hat {\phi }}}&+\\\displaystyle {1 \over \rho }{\bigg (}{\partial (\rho A_{\phi }) \over \partial \rho }-{\partial A_{\rho } \over \partial \phi }{\bigg )}{\boldsymbol {\hat {z}}}&\ \end{matrix}}} | {\displaystyle {\begin{matrix}\displaystyle {1 \over r\sin \theta }{\bigg (}{\partial \over \partial \theta }(A_{\phi }\sin \theta )-{\partial A_{\theta } \over \partial \phi }{\bigg )}{\boldsymbol {\hat {r}}}&+\\\displaystyle {1 \over r}{\bigg (}{1 \over \sin \theta }{\partial A_{r} \over \partial \phi }-{\partial \over \partial r}(rA_{\phi }){\bigg )}{\boldsymbol {\hat {\theta }}}&+\\\displaystyle {1 \over r}{\bigg (}{\partial \over \partial r}(rA_{\theta })-{\partial A_{r} \over \partial \theta }{\bigg )}{\boldsymbol {\hat {\phi }}}&\ \end{matrix}}} |
| Laplaciano {\displaystyle \nabla ^{2}f}                          | {\displaystyle {\partial ^{2}f \over \partial x^{2}}+{\partial ^{2}f \over \partial y^{2}}+{\partial ^{2}f \over \partial z^{2}}} | {\displaystyle {1 \over \rho }{\partial \over \partial \rho }{\bigg (}\rho {\partial f \over \partial \rho }{\bigg )}+{1 \over \rho ^{2}}{\partial ^{2}f \over \partial \phi ^{2}}+{\partial ^{2}f \over \partial z^{2}}} | {\displaystyle {1 \over r^{2}}{\partial \over \partial r}{\bigg (}r^{2}{\partial f \over \partial r}{\bigg )}+{1 \over r^{2}\sin \theta }{\partial \over \partial \theta }{\bigg (}\sin \theta {\partial f \over \partial \theta }{\bigg )}+{1 \over r^{2}\sin ^{2}\theta }{\partial ^{2}f \over \partial \phi ^{2}}} |
| Laplaciano di un vettore {\displaystyle \nabla ^{2}\mathbf {A} } | {\displaystyle \nabla ^{2}A_{x}\mathbf {\hat {x}} +\nabla ^{2}A_{y}\mathbf {\hat {y}} +\nabla ^{2}A_{z}\mathbf {\hat {z}} } | {\displaystyle {\begin{matrix}\displaystyle {\bigg (}\nabla ^{2}A_{\rho }-{A_{\rho } \over \rho ^{2}}-{2 \over \rho ^{2}}{\partial A_{\phi } \over \partial \phi }{\bigg )}{\boldsymbol {\hat {\rho }}}&+\\\displaystyle {\bigg (}\nabla ^{2}A_{\phi }-{A_{\phi } \over \rho ^{2}}+{2 \over \rho ^{2}}{\partial A_{\rho } \over \partial \phi }{\bigg )}{\boldsymbol {\hat {\phi }}}&+\\\displaystyle (\nabla ^{2}A_{z}){\boldsymbol {\hat {z}}}&\ \end{matrix}}}                                                     | {\displaystyle {\begin{matrix}{\bigg (}\nabla ^{2}A_{r}-{2A_{r} \over r^{2}}-{2 \over r^{2}\sin \theta }{\partial (A_{\theta }\sin \theta ) \over \partial \theta }-{2 \over r^{2}\sin \theta }{\partial A_{\phi } \over \partial \phi }{\bigg )}{\boldsymbol {\hat {r}}}&+\\{\bigg (}\nabla ^{2}A_{\theta }-{A_{\theta } \over r^{2}\sin ^{2}\theta }+{2 \over r^{2}}{\partial A_{r} \over \partial \theta }-{2\cos \theta \over r^{2}\sin ^{2}\theta }{\partial A_{\phi } \over \partial \phi }{\bigg )}{\boldsymbol {\hat {\theta }}}&+\\{\bigg (}\nabla ^{2}A_{\phi }-{A_{\phi } \over r^{2}\sin ^{2}\theta }+{2 \over r^{2}\sin \theta }{\partial A_{r} \over \partial \phi }+{2\cos \theta \over r^{2}\sin ^{2}\theta }{\partial A_{\theta } \over \partial \phi }{\bigg )}{\boldsymbol {\hat {\phi }}}&\end{matrix}}} |
| Lunghezza infinitesima                                           | {\displaystyle d\mathbf {l} =dx\mathbf {\hat {x}} +dy\mathbf {\hat {y}} +dz\mathbf {\hat {z}} } | {\displaystyle d\mathbf {l} =d\rho {\boldsymbol {\hat {\rho }}}+\rho d\phi {\boldsymbol {\hat {\phi }}}+dz{\boldsymbol {\hat {z}}}} | {\displaystyle d\mathbf {l} =dr\mathbf {\hat {r}} +rd\theta {\boldsymbol {\hat {\theta }}}+r\sin \theta d\phi {\boldsymbol {\hat {\phi }}}} |
| Area infinitesima                                                | {\displaystyle {\begin{matrix}d\mathbf {S} =&dydz\mathbf {\hat {x}} +\\&dxdz\mathbf {\hat {y}} +\\&dxdy\mathbf {\hat {z}} \end{matrix}}} | {\displaystyle {\begin{matrix}d\mathbf {S} =&\rho d\phi dz{\boldsymbol {\hat {\rho }}}+\\&d\rho dz{\boldsymbol {\hat {\phi }}}+\\&\rho d\rho d\phi \mathbf {\hat {z}} \end{matrix}}} | {\displaystyle {\begin{matrix}d\mathbf {S} =&r^{2}\sin \theta d\theta d\phi \mathbf {\hat {r}} +\\&r\sin \theta drd\phi {\boldsymbol {\hat {\theta }}}+\\&rdrd\theta {\boldsymbol {\hat {\phi }}}\end{matrix}}} |
| Volume infinitesimo                                              | {\displaystyle dv=dxdydz} | {\displaystyle dv=\rho d\rho d\phi dz} | {\displaystyle dv=\rho ^{2}\sin \theta d\rho d\theta d\phi } |

## Relazioni notevoli (valgono in tutti i sistemi di riferimento)
- {\displaystyle \operatorname {div} \,\operatorname {grad} f=\nabla \cdot (\nabla f)=\nabla ^{2}f} (Laplaciano)
- {\displaystyle \operatorname {rot} \,\operatorname {grad} f=\nabla \times (\nabla f)=0}
- {\displaystyle \operatorname {div} \,\operatorname {rot} \mathbf {A} =\nabla \cdot (\nabla \times \mathbf {A} )=0}
- {\displaystyle \operatorname {rot} \,\operatorname {rot} \mathbf {A} =\nabla \times (\nabla \times \mathbf {A} )=\nabla (\nabla \cdot \mathbf {A} )-\nabla ^{2}\mathbf {A} }
- {\displaystyle \nabla ^{2}fg=f\nabla ^{2}g+2\nabla f\cdot \nabla g+g\nabla ^{2}f}

Formula di Lagrange per il prodotto vettoriale: {\displaystyle \mathbf {A} \times (\mathbf {B} \times \mathbf {C} )=\mathbf {B} (\mathbf {A} \cdot \mathbf {C} )-\mathbf {C} (\mathbf {A} \cdot \mathbf {B} )}
- {\displaystyle \nabla \cdot (f\mathbf {A} )=f\nabla \cdot \mathbf {A} +\mathbf {A} \cdot \nabla f}
- {\displaystyle \nabla \times f\mathbf {A} =f\nabla \times \mathbf {A} -\mathbf {A} \times \nabla f}
- {\displaystyle \nabla (\mathbf {A} \cdot \mathbf {B} )=(\mathbf {A} \cdot \nabla )\mathbf {B} +(\mathbf {B} \cdot \nabla )\mathbf {A} +\mathbf {A} \times (\nabla \times \mathbf {B} )+\mathbf {B} \times (\nabla \times \mathbf {A} ),}

che insieme a {\displaystyle \mathbf {A} =\mathbf {B} =\mathbf {v} } segue immediatamente la chiave per il fluido di trasformazione meccanica Weber: 
{\displaystyle (\mathbf {v} \cdot \nabla )\mathbf {v} =\nabla {\frac {\left\|\mathbf {v} \right\|^{2}}{2}}-\mathbf {v} \times (\nabla \times \mathbf {v} )}
- {\displaystyle \nabla \times (\mathbf {A} \times \mathbf {B} )=\mathbf {A} \,(\nabla \cdot \mathbf {B} )-\mathbf {B} \,(\nabla \cdot \mathbf {A} )+(\mathbf {B} \cdot \nabla )\mathbf {A} -(\mathbf {A} \cdot \nabla )\mathbf {B} }
- {\displaystyle \nabla \cdot (\mathbf {A} \times \mathbf {B} )=\mathbf {B} \cdot (\nabla \times \mathbf {A} )-\mathbf {A} \cdot (\nabla \times \mathbf {B} )}

## Nota
- La funzione atan2(y,x) è usata al posto di {\displaystyle \mathrm {arctan} (y/x)} per il suo dominio. La funzione {\displaystyle \mathrm {arctan} (y/x)} ha immagine in {\displaystyle (-\pi /2,\pi /2),} mentre {\displaystyle \mathrm {atan2} (y,x)} ha immagine in {\displaystyle (-\pi ,\pi ].}